# Enigma Amiga Run
Enigma Amiga Run, chiamata inizialmente solo Enigma e nell'ultimo periodo Enigma Amiga Life (in tutti i casi il logo in copertina è stilizzato EnigmA), è una rivista italiana di informatica dedicata ai computer Commodore Amiga, pubblicata perlopiù mensilmente tra il 1987 e il 2001. Fu la prima rivista italiana interamente dedicata all'Amiga e la più longeva, con 120 uscite totali.

## Storia
Enigma, con sottotitolo "Dedicato all'Amiga", iniziò le pubblicazioni a dicembre 1987, edita dalla FTE - Free Time Editions S.r.l. di Milano.
Tra il 1992 e il 1993 il nome della testata divenne Enigma Amiga Run, che venne suggerito dal distributore MEPE (Messaggerie Periodici), per evitare che gli edicolanti mettessero accidentalmente la rivista Enigma tra i periodici di enigmistica. Il sottotitolo divenne "La prima rivista italiana dedicata all'Amiga. Con disco programmi PD" (in seguito "Con CD-ROM allegato").
Il primo numero di Enigma conteneva soltanto articoli tradotti da un'omonima rivista britannica, ma già dal secondo c'erano molti articoli originali e in pochi mesi la rivista divenne interamente prodotta dalla redazione italiana. L'Enigma britannica era stata lanciata verso la fine del 1987, con Julian Rosen come editore e caporedattore, ma si interruppe bruscamente dopo un solo numero.
La rivista, che aveva tra 68 e 80 pagine a numero, pubblicava articoli di vario tipo nello standard delle testate di informatica per consumatori: notizie aggiornate sul mondo Commodore e dell'informatica in generale, risposte ai quesiti dei lettori, recensioni hardware e software, corsi a puntate di vario livello per imparare a usare i software o per programmare Amiga e altro. Di tutti i prodotti venivano pubblicate fotografie e schermate. Quasi tutti gli articoli erano scritti da collaboratori esterni alla redazione.
Per anni Enigma Amiga Run è stata realizzata interamente usando sistemi Amiga, impaginandola prima con il software di desktop publishing Professional Page e poi con XPress per Mac OS, emulato su Amiga prima con la scheda hardware Emplant e poi con la macchina virtuale ShapeShifter. Fu la prima rivista europea realizzata in questo modo, a partire da luglio/agosto 1989, e solo verso il 1997, per motivi organizzativi e di interazione con i servizi di stampa tipografica, si passò ad altri sistemi. Secondo uno dei collaboratori fu anche la prima rivista italiana ad avere un proprio spazio sul Web, nel 1994. 
L'editore FTE fallì qualche anno dopo il lancio della rivista Enigma Amiga Run, che passò così nelle mani della G.R. Edizioni di Milano (di Giuliano e Roberta Azzimonti), fondata nel 1993 circa, prima come s.a.s. e poi come s.r.l., da alcuni creditori tra cui la società Fratelli Azzimonti, che era stata inizialmente la fornitrice di servizi di fotocomposizione e stampa per Enigma.
Sul numero 80 di novembre 1996 venne segnalato un trasferimento della redazione da Milano a Valencia. Si tentò anche la pubblicazione di una versione spagnola di Enigma Amiga Run, nel periodo in cui la redazione si spostò a Valencia, con un numero pilota previsto per novembre 1996. L'iniziativa però fallì, nonostante la rivista fosse già stampata, perché non si riuscì a trovare un'azienda distributrice per la Spagna.
Nel settembre 1999 la testata venne infine rilevata dalla Pluricom di Roma, che cambiò il titolo in Enigma Amiga Life e presentò la nuova serie in anteprima alla terza edizione della manifestazione Pianeta Amiga di Empoli. La rivista fu rinnovata, compresa buona parte della redazione ora con base a Roma, ma continuò la precedente numerazione, riprendendo con il numero 105 di ottobre 1999, dopo un'interruzione di alcuni mesi. La Pluricom era allora l'editrice della storica rivista di informatica MCmicrocomputer, e Enigma Amiga Life entrò a far parte di un gruppo di riviste più specialistiche ad essa collegate, con il marchio MCmicrocomputer Group in copertina. Enigma Amiga Life era una delle poche riviste di Amiga rimaste al mondo, quando il mercato di questo tipo di computer era ormai diventato di nicchia.
La rivista chiuse definitivamente e improvvisamente dopo il numero 120 di maggio 2001. La brusca chiusura fu dovuta principalmente a una crisi economica dell'editore e a un inesorabile calo del numero di lettori; la redazione tentò invano di continuare per altre vie. Diversi articoli inediti che erano già stati scritti e previsti per i numeri successivi vennero pubblicati sul sito ufficiale della rivista.
In Italia la principale concorrente a lungo termine di Enigma Amiga Run fu Amiga Magazine (1988-1997) del Gruppo Editoriale Jackson. Alcuni giornalisti di Amiga Magazine, dopo la sua chiusura, passarono a Enigma Amiga Life. Altre concorrenti furono Amiga Byte (1988-1996) e Commodore Gazette (1986-1994, inizialmente non dedicata solo all'Amiga).

## Dischi allegati
Allegato a ogni numero della rivista c'era un floppy disk, inizialmente denominato Enigma Disk, contenente programmi demo, shareware o freeware, allora detti PD (di pubblico dominio). Il prezzo di copertina era infatti relativamente alto. A partire dal numero 68 di ottobre 1995 uscirono due versioni della rivista, con floppy oppure con CD-ROM, molto più ricco di contenuti, rispettivamente a 12.000 e a 15.000 lire; il primo CD era una variante della raccolta di shareware Aminet 7.
Enigma Amiga Run fu la prima rivista di Amiga al mondo a proporre un CD allegato, precedendo di un mese la rivista britannica CU Amiga. Dal numero 76 di giugno 1996 venne abolita la versione con floppy e si continuarono ad allegare CD-ROM per il resto della vita della rivista.
Gli stessi editori di Enigma Amiga Run, FTE prima e GR Edizioni in seguito, pubblicarono anche Enigma Amiga Disk, per 10 numeri l'anno dal dicembre 1988 ad almeno il 1995. La rivista, di una ventina di pagine con floppy disk da 880 kbyte allegato, usciva in edicola affiancata alla prima. Realizzata interamente da uno dei redattori di Enigma Amiga Run, era dedicata completamente alla descrizione dei software presente sul floppy disk. Enigma Amiga Disk aveva lo stesso logo della rivista principale, ma non si trattava di un supplemento ed era registrata come testata autonoma. Il dischetto contiene numerosi programmi freeware e shareware, principalmente provenienti dalla raccolta chiamata Fish Disk. 